# (157396) Vansevičius
(157396) Vansevičius est un astéroïde de la ceinture principale.

## Description
(157396) Vansevičius est un astéroïde de la ceinture principale. Il fut découvert le 13 octobre 2004 à Molėtai par Kazimieras Černis et Justas Zdanavičius. Il présente une orbite caractérisée par un demi-grand axe de 3,05 UA, une excentricité de 0,03 et une inclinaison de 9,6° par rapport à l'écliptique.